# Värphönsstall

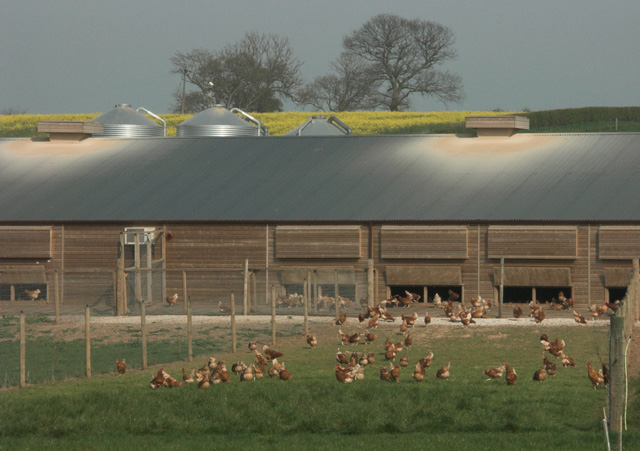
Hönsstall med utegående hönor, ekologisk produktion.

Ett värphönsstall är en byggnad i vilken värphöns producerar ägg.
År 1997 införde Sverige förbud mot hållning av värphöns i oinredd bur. Kritiken mot den då rådande djurhållningen baserade sig på att hönsen inte hade en dräglig tillvaro då de inte kunde utföra sina naturliga beteenden i burar. För att råda bot mot missförhållandena kom flera alternativa system att utvecklas.

## Planlösning och inredning
Planlösningens utformning beror på storleken på djurgruppen. Utfodring, äggsamling, transport och tillsyn kräver planering av stallet. Golvet ska helst vara av stålglättad betong för att tåla utgödsling, rengöring och desinficering. Ifall nätgolv eller dränerade golv används ska minst 1/3 av stallgolvet vara försett med strö som kan bestå av halm eller kutterspån.
Hönsen ska ha tillgång till foder, vatten och gödselbinge med sittpinne. Klimatet i stallet ska hålla 20°C med en relativ fuktighet på 75 %. Värmeanläggning behövs oftast då djurens egen värmeproduktion inte räcker till för att hålla temperatur och fuktighet. Kraven på ventilation är hög och ammoniakproblem är vanliga. Belysningen bör vara så pass att tillsyn kan skötas utan svårigheter. Automatiserad ljusstyrning är bra att använda för att öka äggproduktionen men värphöns bör ha minst åtta timmars sammanhållen mörkerperiod per dygn.

## Stallsystem

### Inredda burar
Burarna ska vara försedda med värprede, sittpinne och sandbad. Utrymmet ska vara minst 750 cm² per djur förutom rede och sandbad. Sandbadets placering är av betydelse för hur mycket det nyttjas av djuren. För att förhindra att hönsen värper i sandbadet är det endast tillgängligt under en del av dygnet, vanligtvis eftermiddag. Den mindre gruppstorleken främjar djurens naturliga beteende, ger låg dödlighet, lågt parasittryck samt lägre ammoniakproduktion. Nackdelen är att den begränsade ytan i buren minskar djurens rörelsefrihet och möjligheten att utföra ett brett spektrum av naturliga beteenden.

### Envåningssystem – frigående
Ett envåningssystem består av värpreden i ett plan med maximalt 9 höns per m² yta. Fördelar med systemet är att naturliga beteenden främjas och att djuren får stor rörelsefrihet vilket stärker muskler och skelett. Brister och störningar i systemet kan utlösa fjäderplockning och kannibalism vilka kan påverka djurens välfärd negativt. Parasittryck, dammhalt och ammoniakproduktion är högre i detta system jämfört med inredda burar.

### Flervåningssystem – frigående
Systemet har 15-18 djur per m² med ett våningssystem av värpreden. Stallets volym nyttjas effektivare än i ett envåningssystem. Fördelarna är de samma som i envåningssystem kombinerat med ett intensivare produktionssystem. Valet av ras är viktigt för att undvika utbrott av fjäderplockning och kannibalism. För att unghönsen ska hitta foder och vatten samt minska frekvensen av golvägg i produktionssystemet bör de vara uppfödda i liknande system. Precis som i envåningssystemet kan problem med parasiter, hög ammoniakproduktion och dammhalt förekomma.